# Marillet
Marillet é uma comuna francesa na região administrativa da Pays de la Loire, no departamento de Vendéia. Estende-se por uma área de 4,25 km². Em 2010 a comuna tinha 120 habitantes (densidade: 28,2 hab./km²).